# Альмер, Роберт
Ро́берт А́льмер (нем. Robert Almer; род. 20 марта 1984[…], Брукк-ан-дер-Мур, Штирия) — австрийский футболист, выступавший на позиции вратаря. Участник чемпионата Европы 2016 года. В настоящее время является тренером вратарей в сборной Австрии.

## Клубная карьера

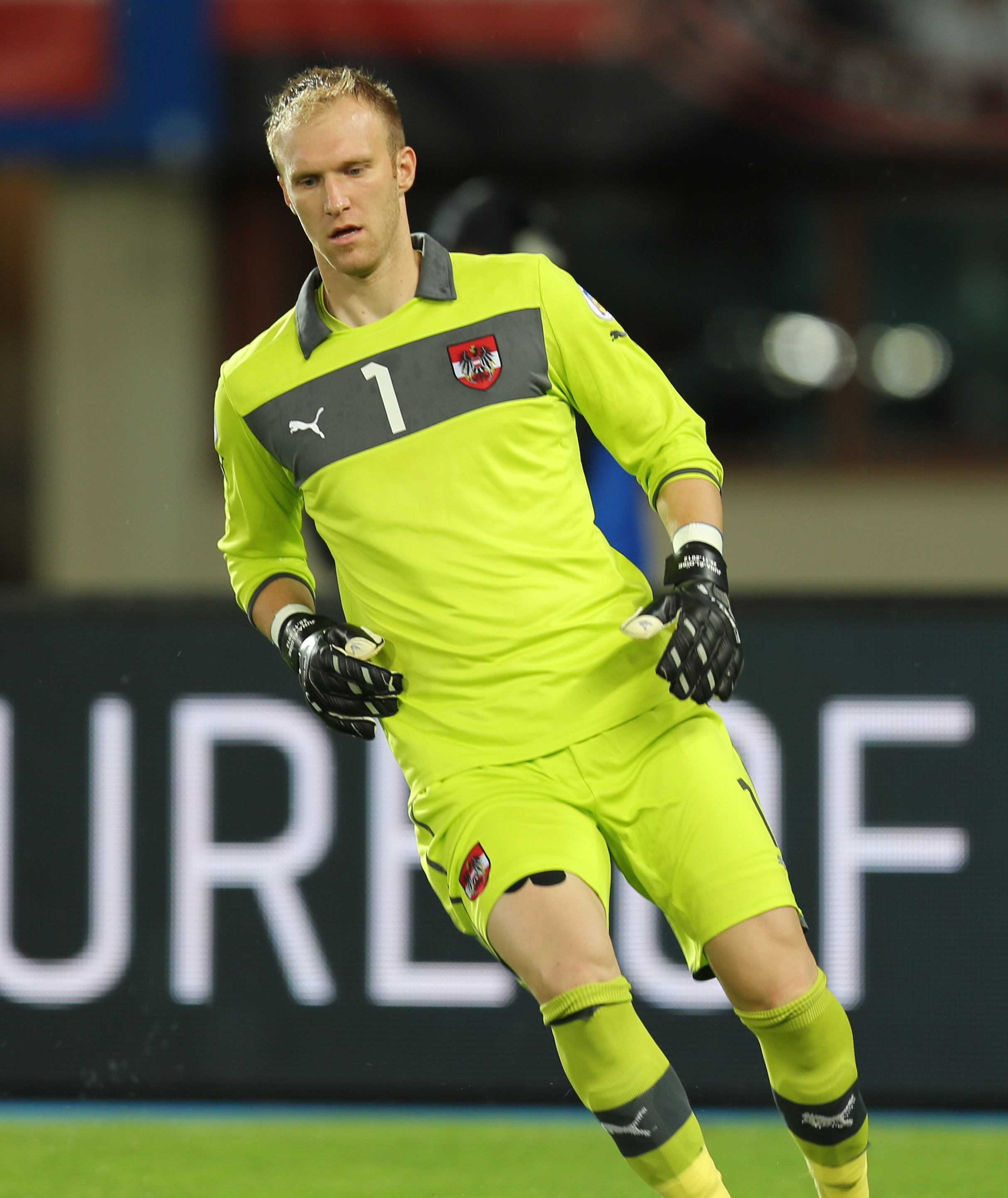
Альмер в составе сборной Австрии

Воспитанник клуба «Штурм». Он удачно проявил себя на молодёжном уровне, но в основу пробиться так и не смог. В 2002 году Роберт перешёл в венскую «Аустрию», но и там не смог стать основным голкипером и на правах аренды выступал за «Унтерзибенбрунн», «Альтах» и «Леобен».
В 2006 году в поисках игровой практики Альмер перешёл в «Маттерсбург», где почти сразу завоевал место в основе. Он провёл в команде два сезона, после чего вернулся в «Аустрию». В 2009 году Роберт помог венскому клубу выиграть Кубок Австрии. В следующем сезона Альмер проиграл конкуренцию Сабольчу Шафару и в 2011 году покинул команду.
Новым клубом Роберта стала «Фортуна» из Дюссельдорфа. 10 сентября в матче против «Карлсруэ» он дебютировал во Второй Бундеслиге. По итогам сезона Альмер вместе с командой вышел в элиту. 15 сентября 2012 года в поединке против «Штутгарта» он дебютировал в Бундеслиге. Роберт не был основным вратарём, поэтому летом 2013 года он покинул команду из Дюссельдорфа и перешёл в «Энерги Котбус». 22 июля в матче против своего бывшего клуба «Фортуны» Альмер дебютировал за новую команду.
Летом 2014 года Роберт перешёл в «Ганновер 96», став сменщиком Рона-Роберта Цилера. Альмер не смог выиграть конкуренцию за место основного вратаря и летом 2015 года вернулся в «Аустрию».

## Международная карьера
В составе юношеской сборной Австрии Альмер занял четвёртое место на юношеском чемпионате Европы в Лихтенштейне.
15 ноября 2011 года в товарищеском матче против сборной Украины Роберт дебютировал в сборной Австрии.
Летом 2016 года Альмер попал в заявку сборной на участие в чемпионате Европы во Франции. На турнире он сыграл в матчах против команд Венгрии, Португалии и Исландии.

## Достижения
Командные
 «Аустрия Вена»
- Обладатель Кубка Австрии — 2008/09